# If (canción de Megumi Nakajima)
«If» es el decimocuarto sencillo de la cantante y seiyū japonesa Megumi Nakajima, y el primer sencillo de Megumi como Mari Tamagawa lanzado al mercado el día 25 de junio del año 2011.

## Detalles
En este sencillo se presentan las canciones de Moshidora If y Ready Go!, interpretadas por Megumi como canciones de fondo de la serie.

Al igual como el resto de las canciones que Megumi ha grabado con Pony Canyon estas presentan un estilo muy distinto de sus interpretaciones con otras discográficas y roles previos que ha tenido en otras series.
Lista de canciones (PCCG-70116)

| N.º   | Título                | Letras      | Música    | Arreglos         | Duración |  |
| 1.    | «If»                  | Funta7      | Funta3    | Yoshihiro Kusano | 4:11     |  |
| 2.    | «Ready Go!»           | Megumi Sena | Koji Ueda | Yoshihiro Kusano | 4:20     |  |
| 3.    | «If （Inst.）»        |             | Funta3    | Yoshihiro Kusano | 4:10     |  |
| 4.    | «Ready Go! （Inst.）» |             | Koji Ueda | Yoshihiro Kusano | 4:18     |  |
| 17:00 |                       |             |           |                  |          |  |